# Paragüero

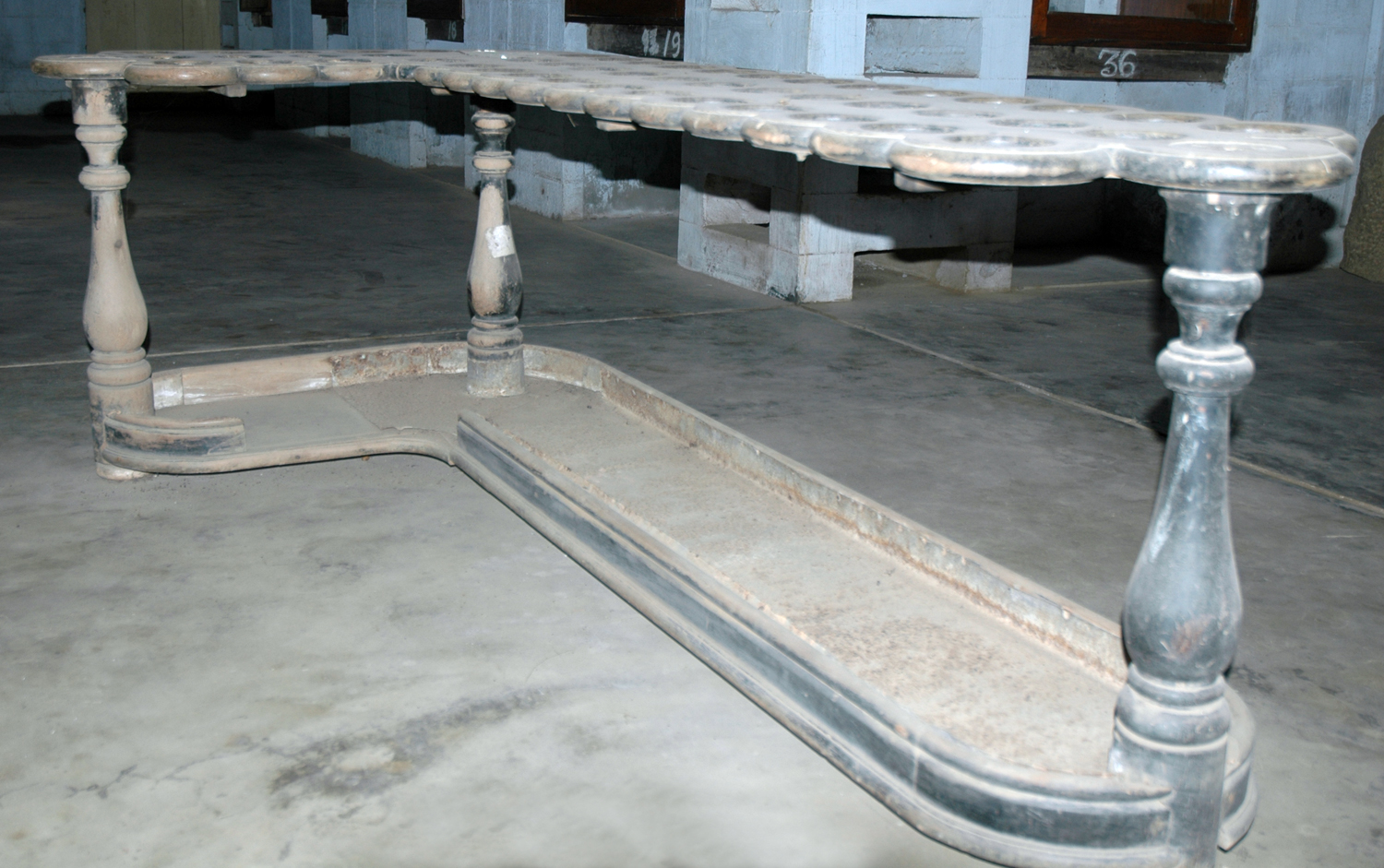
Mueble antiguo con paragüeros en Sri-Lanka.

Paragüero es un recipiente en forma de gran vaso generalmente cilíndrico utilizado como mueble para guardar paraguas y/o bastones. Fabricado tradicionalmente en cerámica, también pueden encontrarse en metal o materiales y diseños suntuarios o vanguardistas (alabastro, madera, plástico, vidrio).); suelen colocarse a la entrada de viviendas, locales, oficinas, etc.
También puede aplicarse el término a los diversos tipos de contenedores temporales que en diferentes lugares públicos han sustituido al antiguo servicio de consigna o guardarropa.

## En la literatura
De la múltiple función de este objeto dejó escrita Ramón Gómez de la Serna esta greguería: 

Aquel tibor para meter los paraguas y los bastones era tan estrecho, que sólo un matador de toros era capaz de meterle el bastón.

## Galería

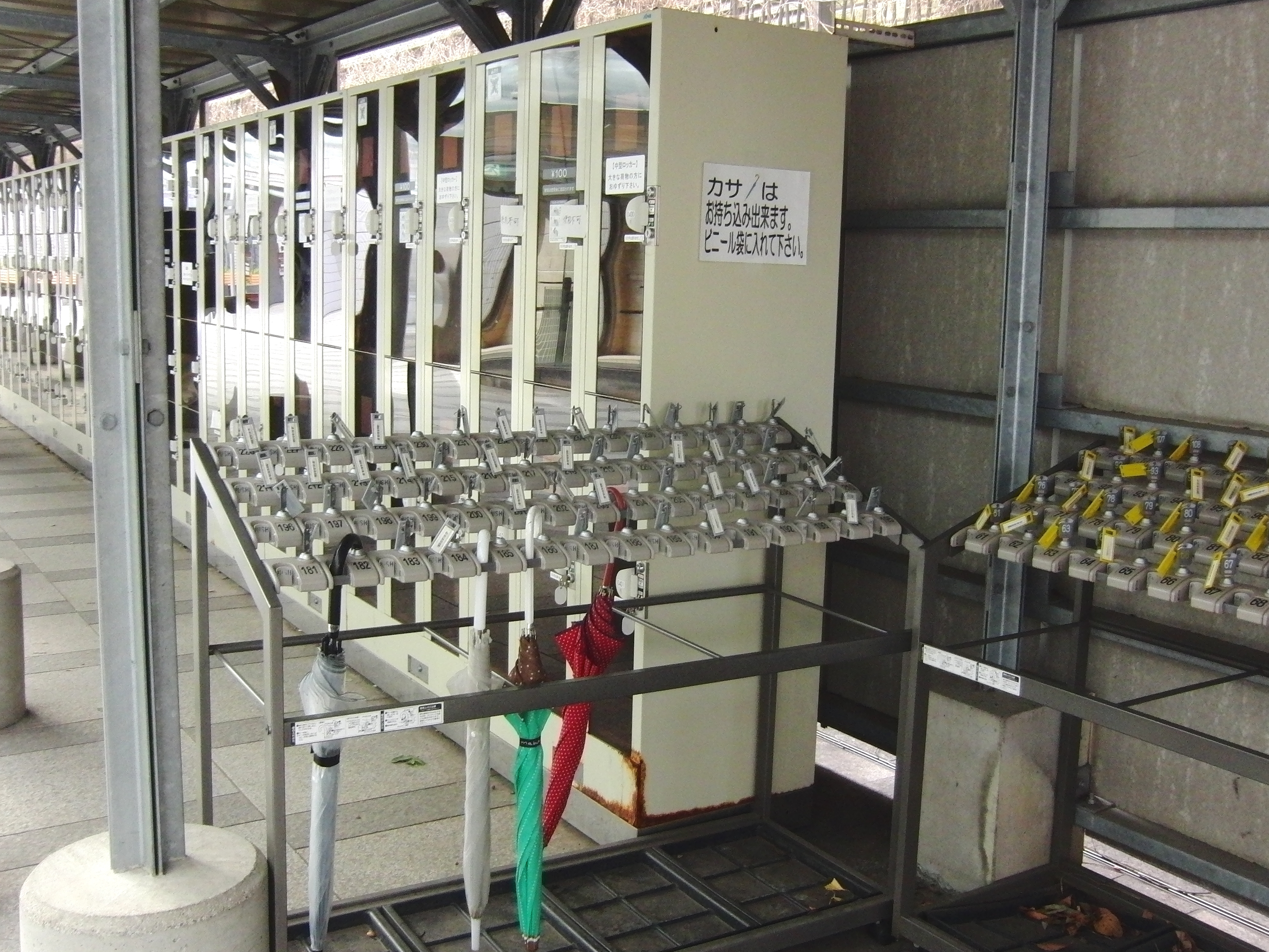
Casillero de pago para paraguas
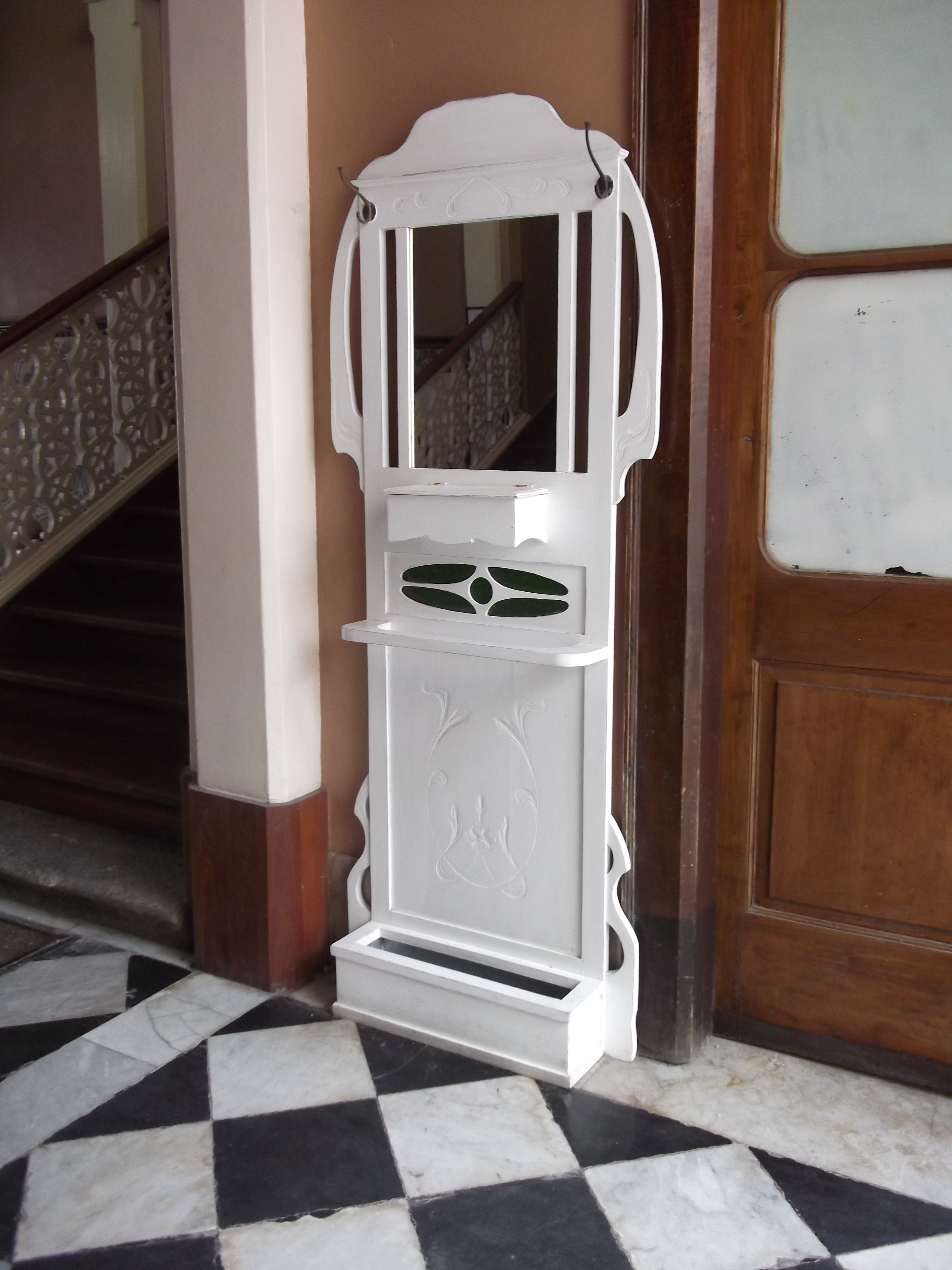
Paragüero en el Hotel Paris en Rio Grande, Brasil
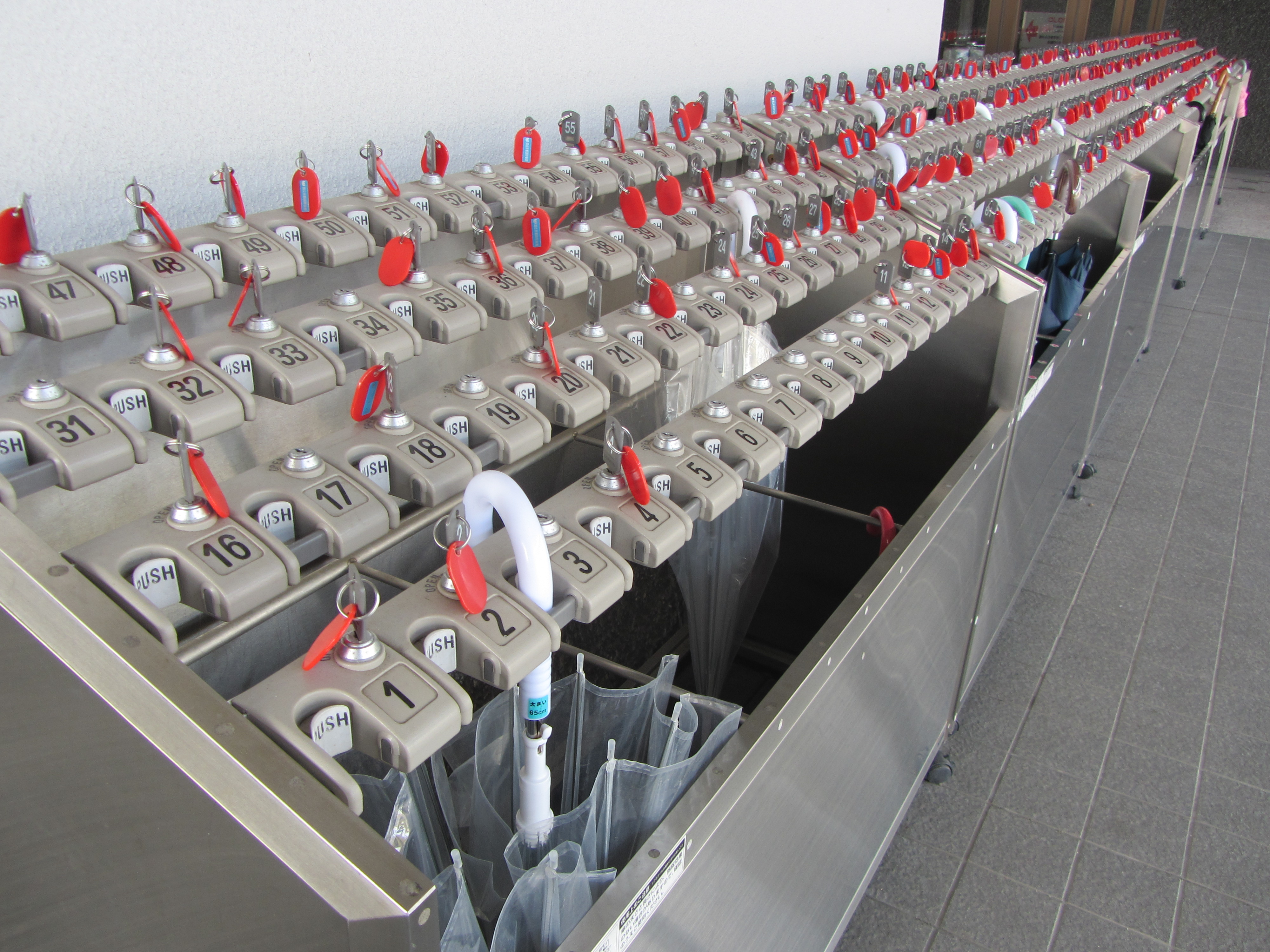
Depósito de paraguas en el Centro Internacional de Conferencias de Kioto
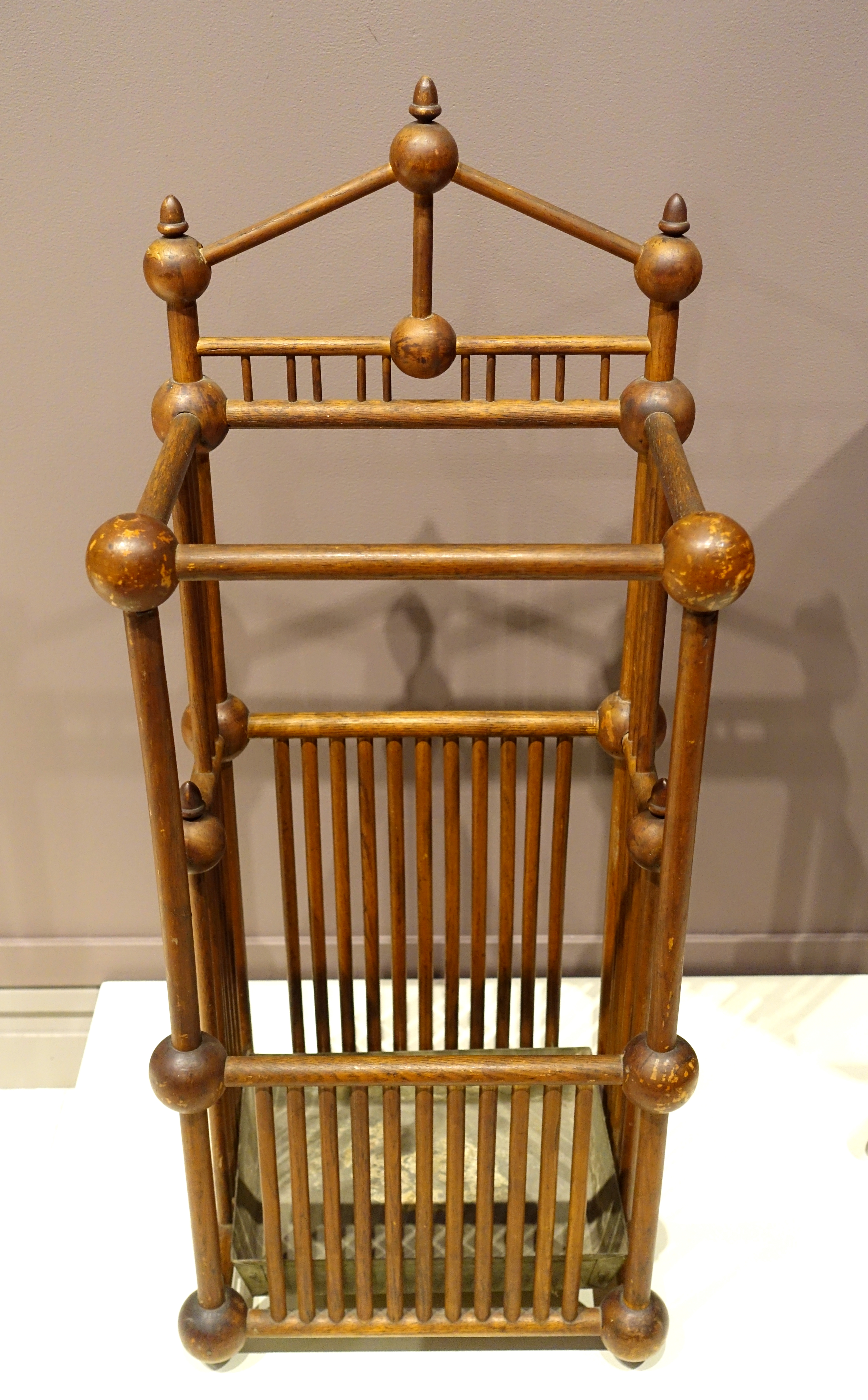
Paragüero de cobre y acero de la  Cushman Manufacturing Company, 1891-1892
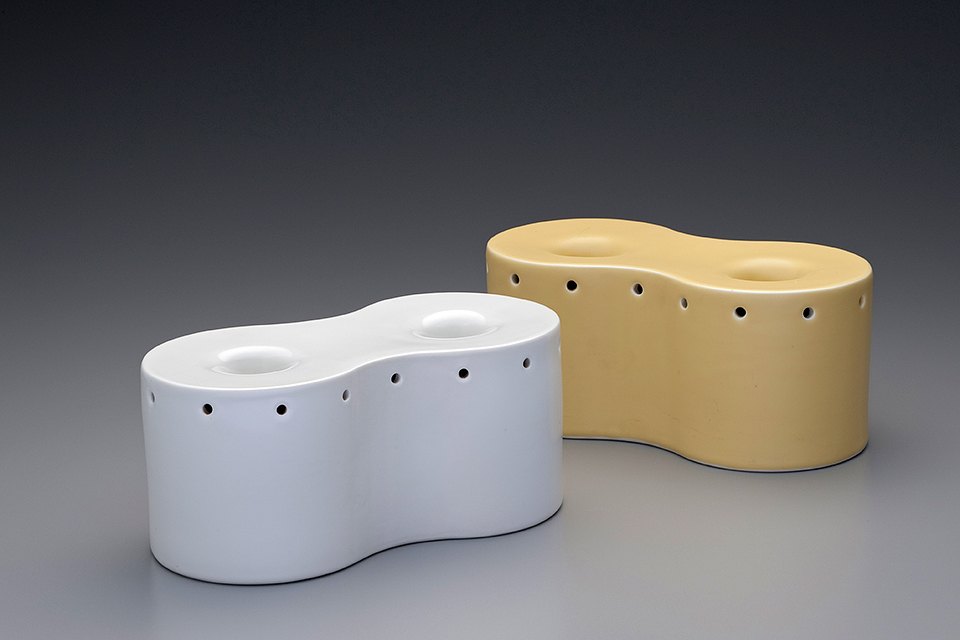
Paragüeros de diseño
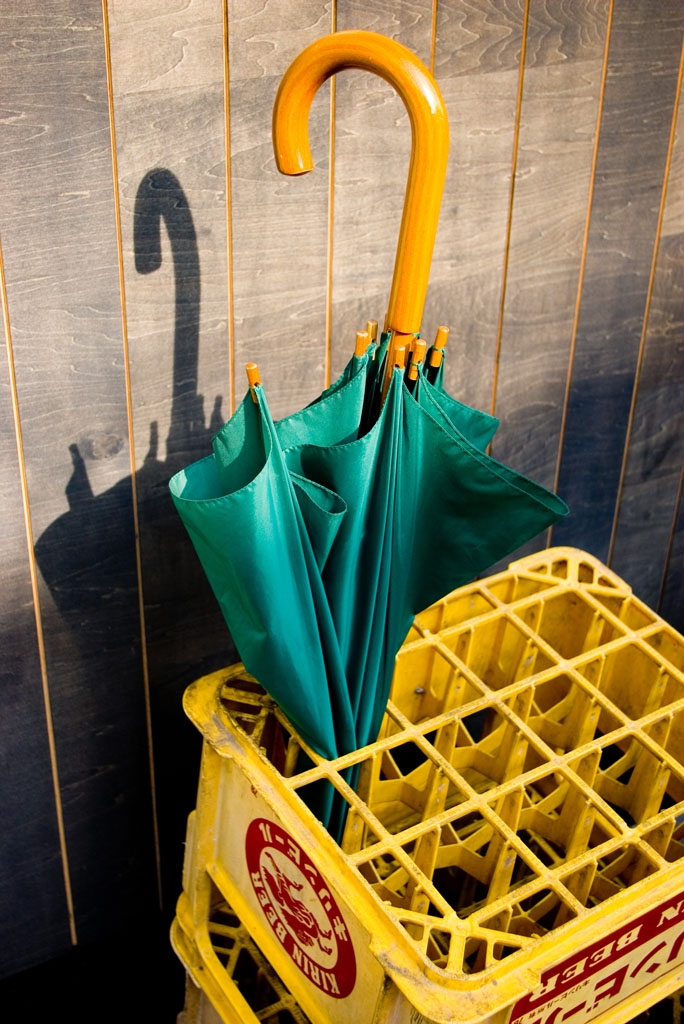
Paragüero improvisado con una caja de botellas
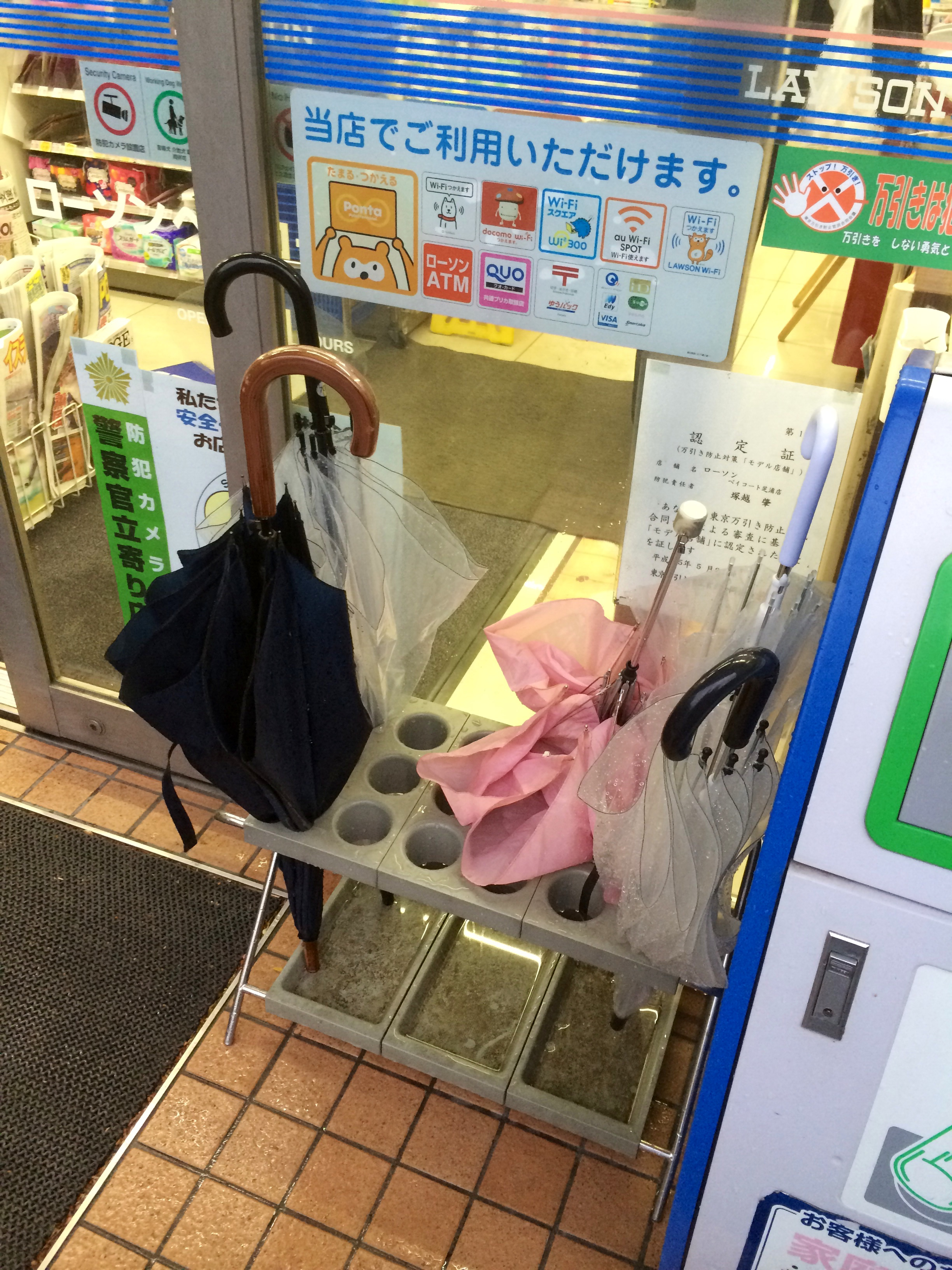
Paragüero a la puerta de un comercio